# 蒙江
蒙江，位于中国广西壮族自治区东部，是西江浔江段左岸支流，发源于来宾市金秀瑶族自治县忠良乡立龙村东南1千米处，金秀县河段称忠良河。自源地向东北流进入梧州市蒙山县境，至蒙山县新圩镇双垌村转东流，于蒙山镇文聚村转东南流，经蒙山县城蒙山镇、西河镇、黄村镇、汉豪乡和陈塘镇后进入藤县境，蒙江在蒙山县境内也称湄江、蒙山河。蒙江在藤县境内向南流，经东荣镇、太平镇和和平镇，最后于蒙江镇汇入浔江。干流长196千米，河道平均比降0.81‰，流域面积3894平方千米。年均径流量34.44亿立方米。主要支流为大同江、平福河、马河等。